# Bannack

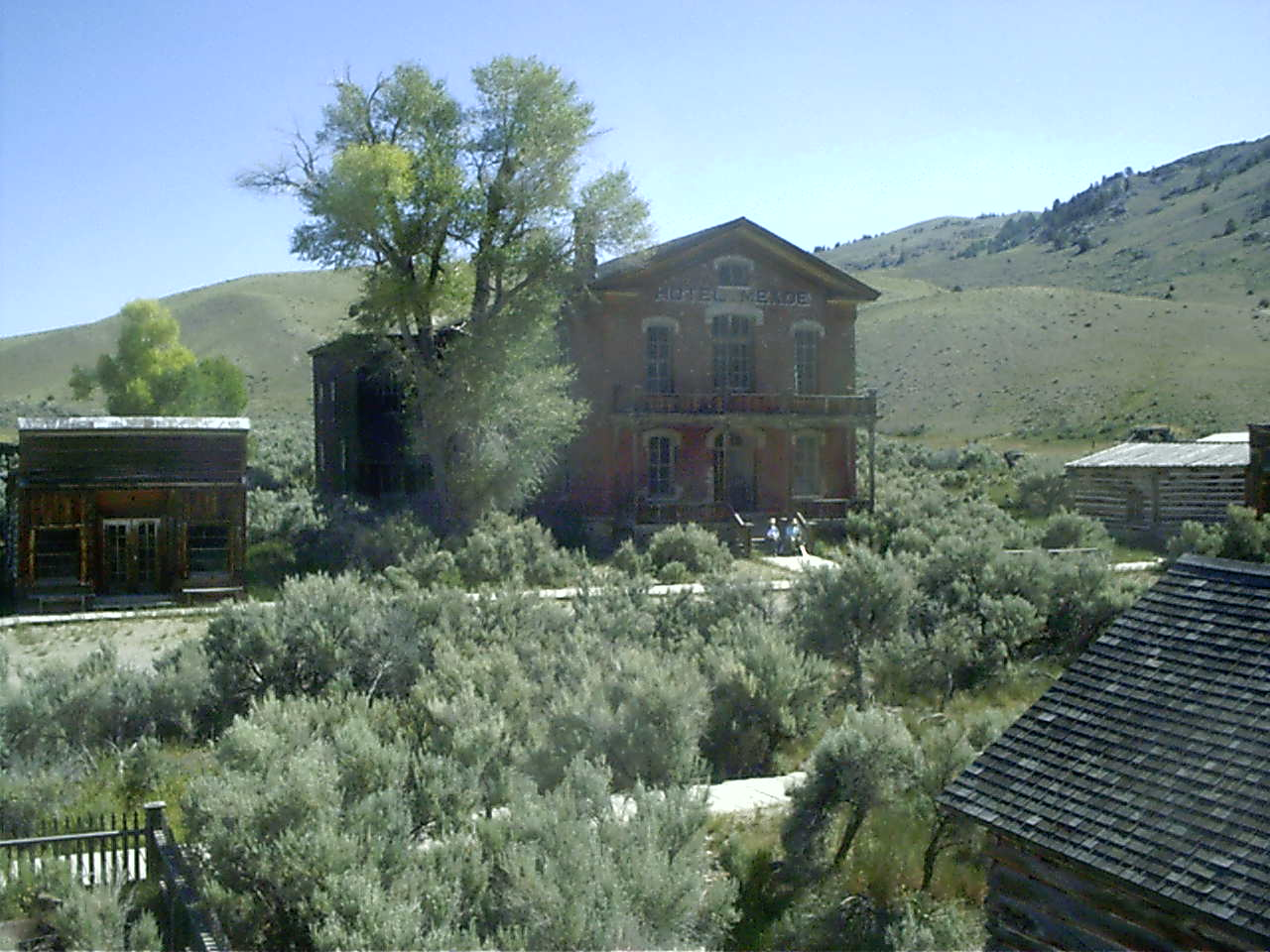
Bannack

Bannack is een spookstad in Beaverhead County, Montana, Verenigde Staten, gelegen op Grasshopper Creek, ongeveer 18 km stroomopwaarts vanwaar Grasshopper Creek zich aansluit bij de Beaverhead River ten zuiden van Dillon.
De stad werd in 1862 gesticht nadat er goud werd gevonden in de streek, en is vernoemd naar de Bannockindianen. Tot 1864 was Bannack de hoofdstad van het Montana-Territorium. De stad bleef in de jaren erop een mijnwerkersstad. De enige verbinding die Bannack had met de buitenwereld, was de Montana Trail. De stad telde drie hotels, drie bakkerijen, drie smederijen, twee stallen, twee slagerijen, een supermarkt, een restaurant, een brouwerij, en vier saloons. Op het hoogtepunt had Bannack rond de tienduizend inwoners, maar het aantal inwoners nam geleidelijk af. De laatste bewoners verlieten Bannack in de jaren 70 van de 20e eeuw. Vandaag de dag staan er nog 60 gebouwen in de spookstad, waarvan veel goed bewaard zijn gebleven. In 1961 werd de stad uitgeroepen tot National Historic Landmark.